# Joseph Cao

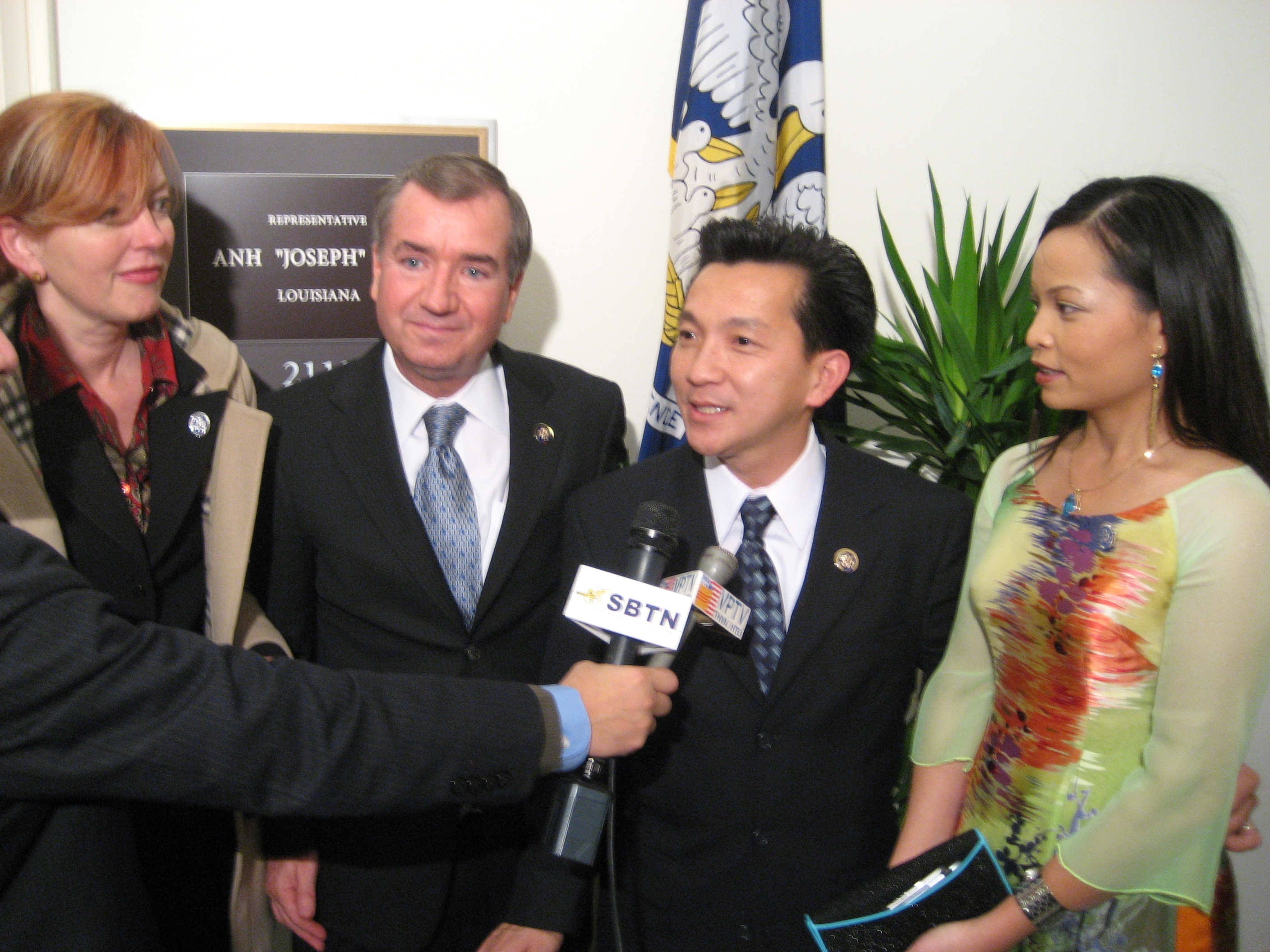
Ed Royce med hustru välkomnar Cao och hustrun Kate Hoang till Washington

Joseph Cao, född 13 mars, 1967 är en amerikansk advokat och politiker. Han är en medlem i det Republikanska partiet. Den 6 december 2008, valdes han in i USA:s kongress. Han är den första vietnames-amerikanen att väljas till denna post.